# Six Flags Over Texas
Six Flags Over Texas est un parc d'attractions de la société Six Flags, situé à Arlington au Texas. Le parc se trouve à l'est de Fort Worth et à 24 km à l'ouest de Dallas. C'est le premier parc de la chaîne Six Flags.
Il a ouvert le 1er août 1961 après une année de construction. L'investissement initial de 10 millions de dollars est dû au financier Angus G. Wynne, Jr, qui a fait fortune dans l'immobilier et le pétrole. Le parc a réussi, malgré de nombreux changements de propriétaires et d'extensions, à générer une forte affluence et d'importants revenus.

## Historique

### Projet et construction
Après une visite du parc Disneyland récemment ouvert (1955) à Anaheim en Californie, Angus G. Wynne décide que son État du Texas devait avoir un parc d'attractions. La conception débute en 1959 sous la direction de Wynne et de la Great Southwest Corporation, ainsi qu'avec le support de divers investisseurs new-yorkais. La construction du parc débute en août 1960.

### Origine du nom et ouverture
Le nom du parc « Six Flags Over Texas » provient des six nations différentes qui ont gouverné dans l'histoire le territoire du Texas : l'Espagne, la France, le Mexique, la république du Texas, les États confédérés d'Amérique et les États-Unis. La petite histoire voudrait que Wynne voulait appeler à l'origine le parc « Texas under Six Flags », mais sa femme protesta que le Texas ne peut être sous quoi que ce soit. Le parc original était découpé en plusieurs sections comme l'Espagne et le Mexique, découpage qu'il conserve encore et qui définit la thématique des attractions et bâtiments.
Le parc ouvrit au public le mardi 1er août 1961 sous la forme d'une pré-ouverture test. Le parc était composé de six sections : Mexique, Espagne, France, la Confédération, Texas et Époque moderne. Il comprenait une vingtaine d'attractions. Le prix était de 2,75 dollars pour les adultes et 2,25 pour les enfants, comparable aux tarifs de Disneyland. Le parking coûtait 50 cents, 35 pour les hamburgers et 10 pour les boissons.
La cérémonie d'ouverture n'a pris place que le samedi 5 août 1961 et accueillit 8 374 visiteurs. Le parc a attiré durant la première saison, qui s'est achevée le 25 novembre 1961, plus de 500 000 visiteurs.

### Les années 1960
Les années 1960 sont une décennie d'expansion pour le parc. De nombreuses attractions sont ajoutées ainsi que deux nouvelles sections : Boomtown (ville champignon) et Tower Section, nommée en raison d'un derrick de pétrole construit en 1969 et utilisé comme tour panoramique.
Le parc voit aussi la naissance de deux grands classiques des parcs d'attractions, les bûches (Log Flume) en 1963 et le train de la mine Runaway Mine Train en 1966.
Le nombre de visiteurs atteint alors presque les 2 millions par an. En 1969, le parc est revendu par Angus Wynne à un regroupement d'investisseurs autour de Jack Knox.

### Les années 1970
Le parc poursuit sa croissance et son expansion durant les années 1970 et dès 1971 change de direction. La société Penn Central Railroad prend le contrôle du parc. Le parc ajoute deux montagnes russes, plusieurs attractions et un nouveau secteur : Goodtimes Square. En contrepartie le parc ferme plusieurs attractions ayant perdu leur popularité.
En 1975, le parc s'offre une nouvelle mascotte, l'inventeur Cyrus Cosmos qui sera visible dans plusieurs campagnes publicitaires.
En 1978, le parc a cumulé depuis son ouverture 30 millions de visiteurs.

### Les années 1980
Les années 1980 voient l'ajout de trois attractions de montagnes russes supplémentaires ainsi qu'en 1983 d'une section pour les enfants scénarisée d'après le personnage de Pac-Man. Ce dernier est remplacé en 1985 par les personnages des Looney Tunes.
Le parc lance aussi trois festivals :
- Spring Breakout (pause du printemps) lancé en 1984 et présentant des concerts et animations pour les étudiants
- Fright Nights
- Holiday in the Park

Ces deux derniers permettent d'étendre la saison jusqu'au nouvel an. Mais le parc n'est pas ouvert toute l'année.

### Les années 1990
Les années 1990 sont un peu pauvres par rapport aux décennies précédentes. Mais le parc a ouvert la décennie en fanfare avec Texas Giant, des montagnes russes. Après une année record, le parc s'engage dans une période terne avec des changements de direction, l'arrivée des personnages de Looney Tunes.
À la fin des années 1990, le parc lance un système nommé FastLane comparable au FastPass de Disney.
Malheureusement la plupart des ajouts des années 1990 (par exemple la zone sur Gotham City) sont assez éloignées du thème originel du parc mais le parc compte à la fin de la décennie dix montagnes russes à sensations.

### Les années 2000
En 2001, le parc a ajouté le circuit de montagnes russes Titan et a rénové la section Looney Tunes USA.
En 2002 le parc rouvre la Casa Magnetica mais stoppe le festival texan.
En 2006 pour son 45e anniversaire, le parc essaye de se réorienter vers la famille avec :
- l'ajout de dix attractions familiales
- une parade quotidienne
- des personnages comme Bugs Bunny, Scooby-Doo et La Ligue des justiciers
- l'organisation d'un festival latino

## Le parc

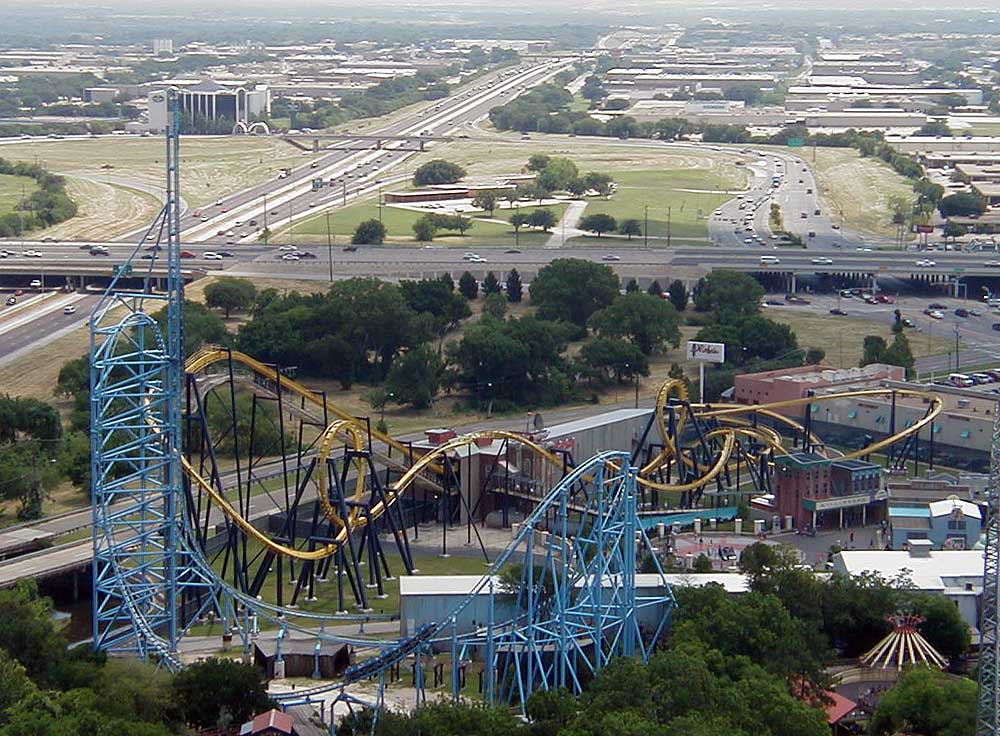
Vue aérienne de la section « Gotham City ».

Le parc à l'origine n'était pas exactement une propriété de la société Six Flags Theme Parks. Par un arrangement similaire à celui de Six Flags Over Georgia, réalisé en 1967, le parc était détenu par un groupe limité d'approximativement 120 partenaires, dont des proches d'Angus G. Wynn et géré par la société.
Les zones du parc sont listées ici avec l'année de leur ouverture :
- Texas (1961)
- Spain (1961)
- Mexico (1961)
- France (1961)
- USA (1961 - ouvert sous le nom de Modern
- Old South (1961 - ouvert sous le nom de Confédération
- Tower (1969 - nommé en raison de la tour d'observation en forme de derrick
- Boomtown (1963)
- Gotham City (1999)
- Star Mall (1961 - plus souvent nommé Front Gate d'après sa situation à l'entrée du parc ou comme dépendant de la section USA
- Looney Tunes USA (1983 - d'abord appelé Pac-Man Land puis Looney Tunes Land
- Goodtimes Square (1973)

## Montagnes russes

### Montagnes russes actuelles

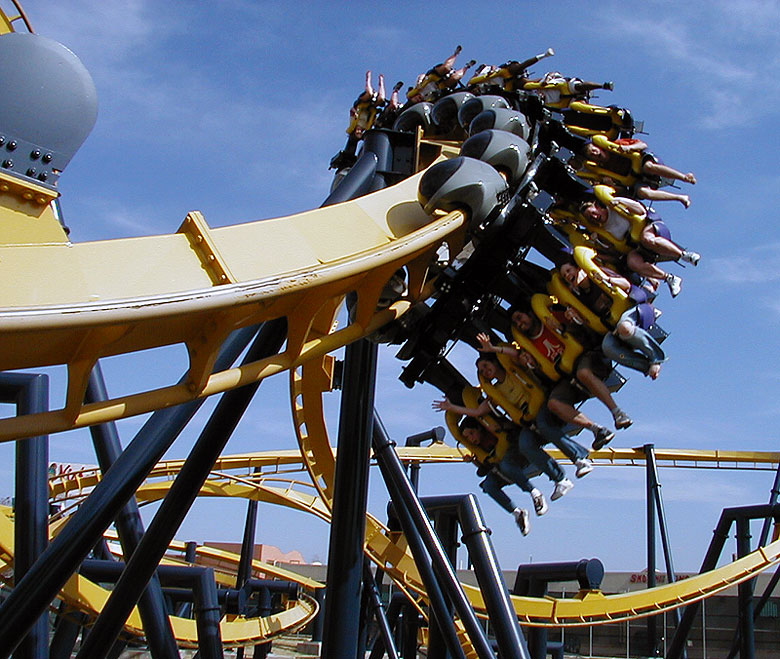
Batman: The Ride.

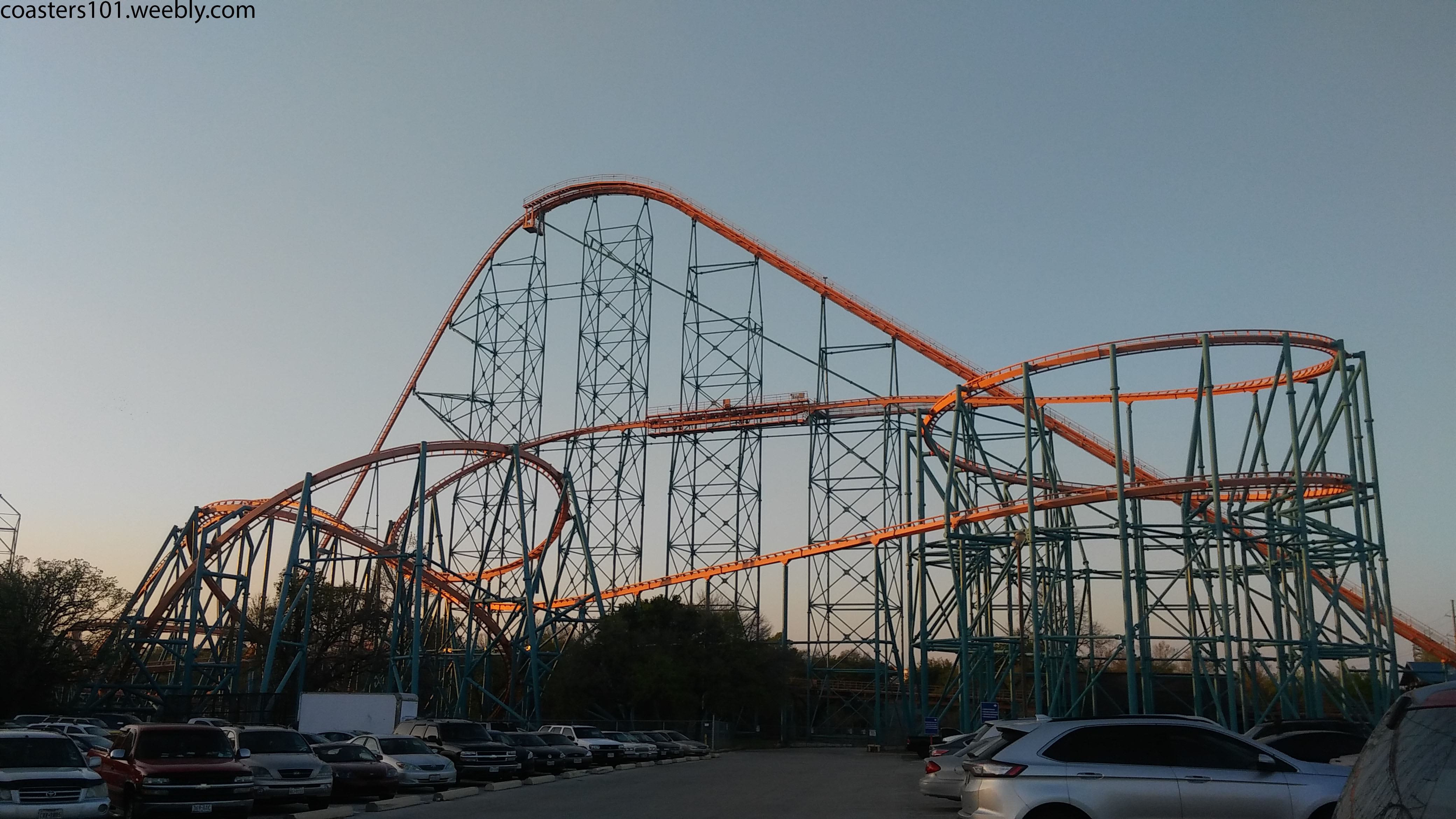
Titan.

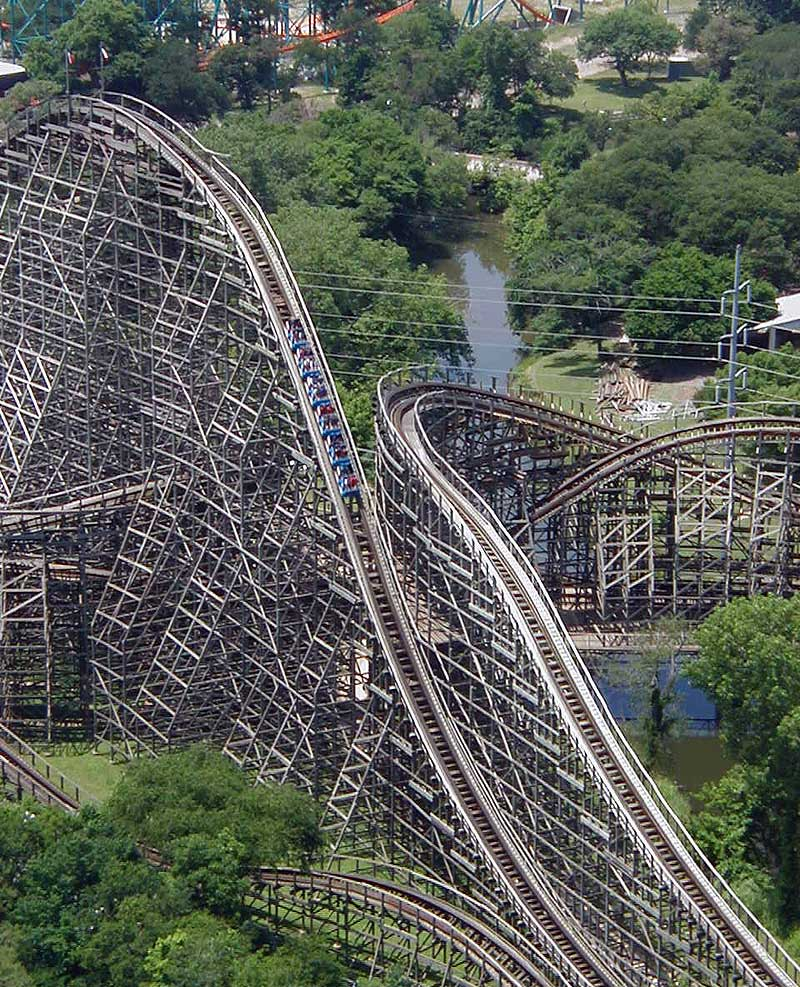
Texas Giant.

| Nom                                   | Ouverture | Description |
| ------------------------------------- | --------- | --- |
| Runaway Mine Train                    | 1966      | premier train de la mine construit par Arrow Dynamics                                                                               |
| Mini Mine Train                       | 1969      | version pour les enfants de Mine Train, située à côté et aussi construite par Arrow Dynamics                                        |
| Shock Wave                            | 1978      | montagnes russes de Anton Schwarzkopf avec des inversions verticales dos-à-dos                                                      |
| Judge Roy Scream                      | 1980      | montagnes russes en bois par Don Rosser & Bill Cobb                                                                                 |
| Runaway Mountain                      | 1996      | montagnes russes en intérieur, de Premier Rides                                                                                     |
| Mr. Freeze : Reverse Blast            | 1998      | montagnes russes à propulsion par moteur linéaire, de Premier Rides                                                                 |
| Batman: The Ride                      | 1999      | montagnes russes inversées de Bolliger & Mabillard, sixième déclinaison par Six Flags                                               |
| Titan                                 | 2001      | des hyper montagnes russes, de Giovanola                                                                                            |
| Wile E. Coyote's Grand Canyon Blaster | 2001      | montagnes russes pour enfants, de Chance Rides                                                                                      |
| Pandemonium                           | 2008      | montagnes russes tournoyantes, de Gerstlauer                                                                                        |
| New Texas Giant                       | 2011      | des montagnes russes hybrides, construites par Rocky Mountain Construction. Initialement en bois, elles se nommaient le Texas Giant |
| The Joker                             | 2017      | 4D Free Spin Coaster[Quoi ?] |
| Aquaman: Power Wave                   | 2023      | montagnes russes aquatiques de Mack Rides                                                                                           |

### Anciennes montagnes russes

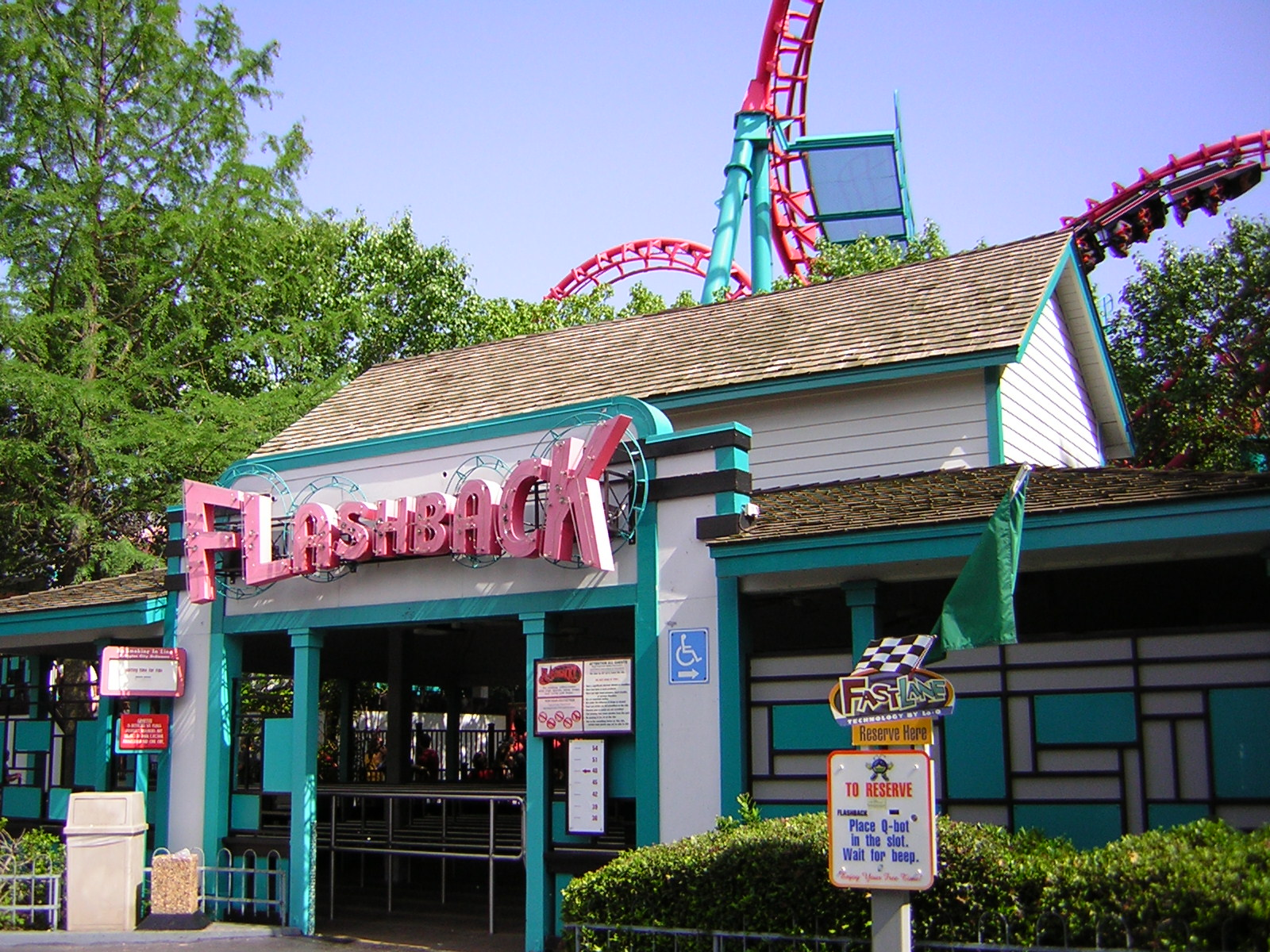
Flashback!.

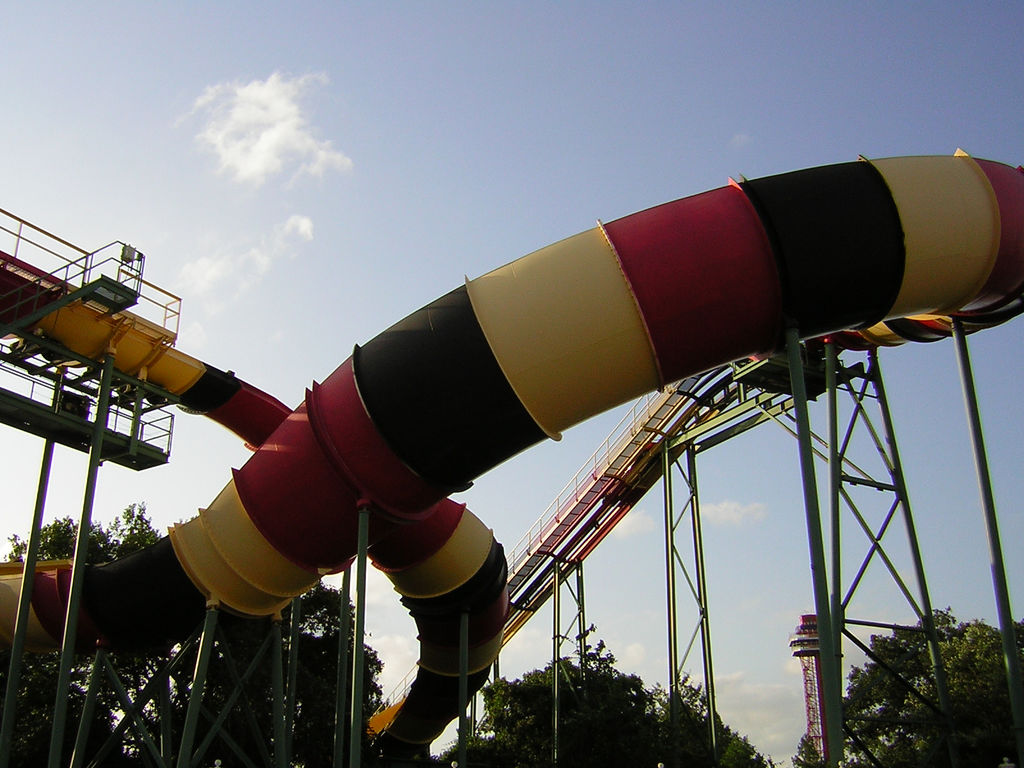
La Vibora.

| Nom         | Ouverture | Fermeture | Description |
| ----------- | --------- | --------- | --- |
| Cucaracha   | 1961      | 1964      | montagnes russes junior construites par Allan Herschell                                                                  |
| Big Bend    | 1971      | 1979      | montagnes russes de type Jumbo Jet construites par Anton Schwarzkopf, Déménagé à Six Flags St. Louis                     |
| La Vibora   | 1986      | 2024      | montagnes russes de type bobsleigh construites par Intamin, attraction construite à l'origine à Six Flags Magic Mountain |
| Flashback!  | 1989      | 2012      | montagnes russes navette de type Boomerang du constructeur Vekoma, Déménagé à Six Flags St. Louis                        |
| Texas Giant | 1990      | 2009      | montagnes russes en bois, construites par Dinn Corporation. Transformé en New Texas Giant                                |

## Manèges à émotions fortes

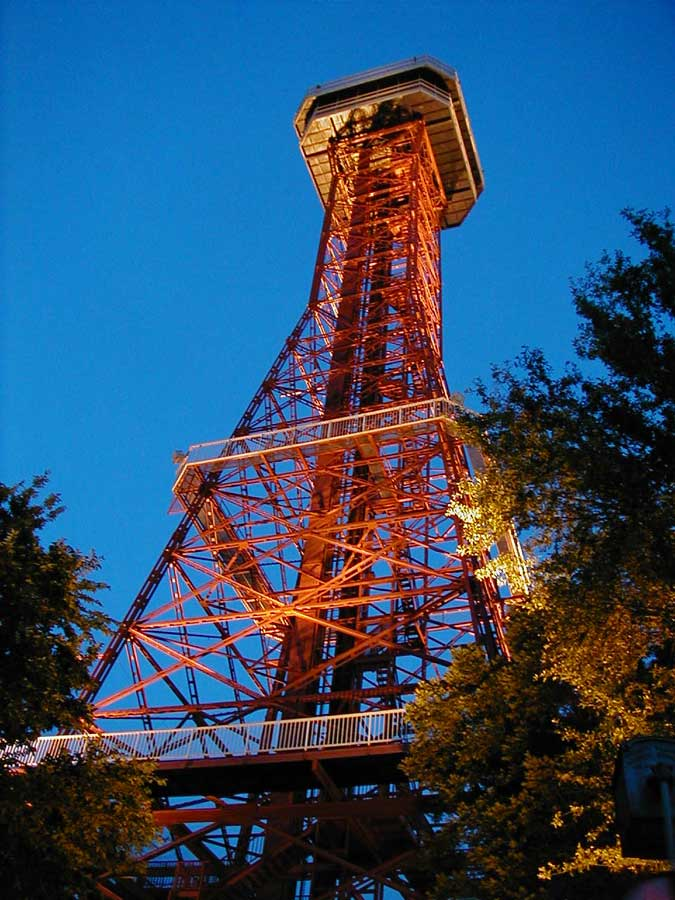
La tour d'observation du Derrick.

| Nom                                   | Type/Modèle                  | Année | Constructeur                       |
| ------------------------------------- | ---------------------------- | ----- | ---------------------------------- |
| Catwomen Whip                         | Endeavour                    | 2016  | Zamperla                           |
| Dive Bomber Alley                     | SkyCoaster                   | 1996  | Skycoaster LLC                     |
| El Diablo                             | Loop Coaster                 | 2019  | Larson International               |
| GunSlinger                            | Yo-Yo                        | 1983  | Chance Manufacturing Company, Inc. |
| Justice League: Battle for Metropolis | Parcours scénique interactif | 2015  | Sally Dark Rides                   |
| Superman: Tower of Power              | Combo Drop Tower             | 2003  | S&S Power                          |
| Texas SkyScreamer                     | Swing Ride                   | 2013  | Funtime                            |
| The Riddler Revange                   | Giant Discovery              | 2016  | Zamperla                           |
| Lone Star Revolution                  | Larson loop 22m              | 2019  | Larson International               |

## Manèges familiaux

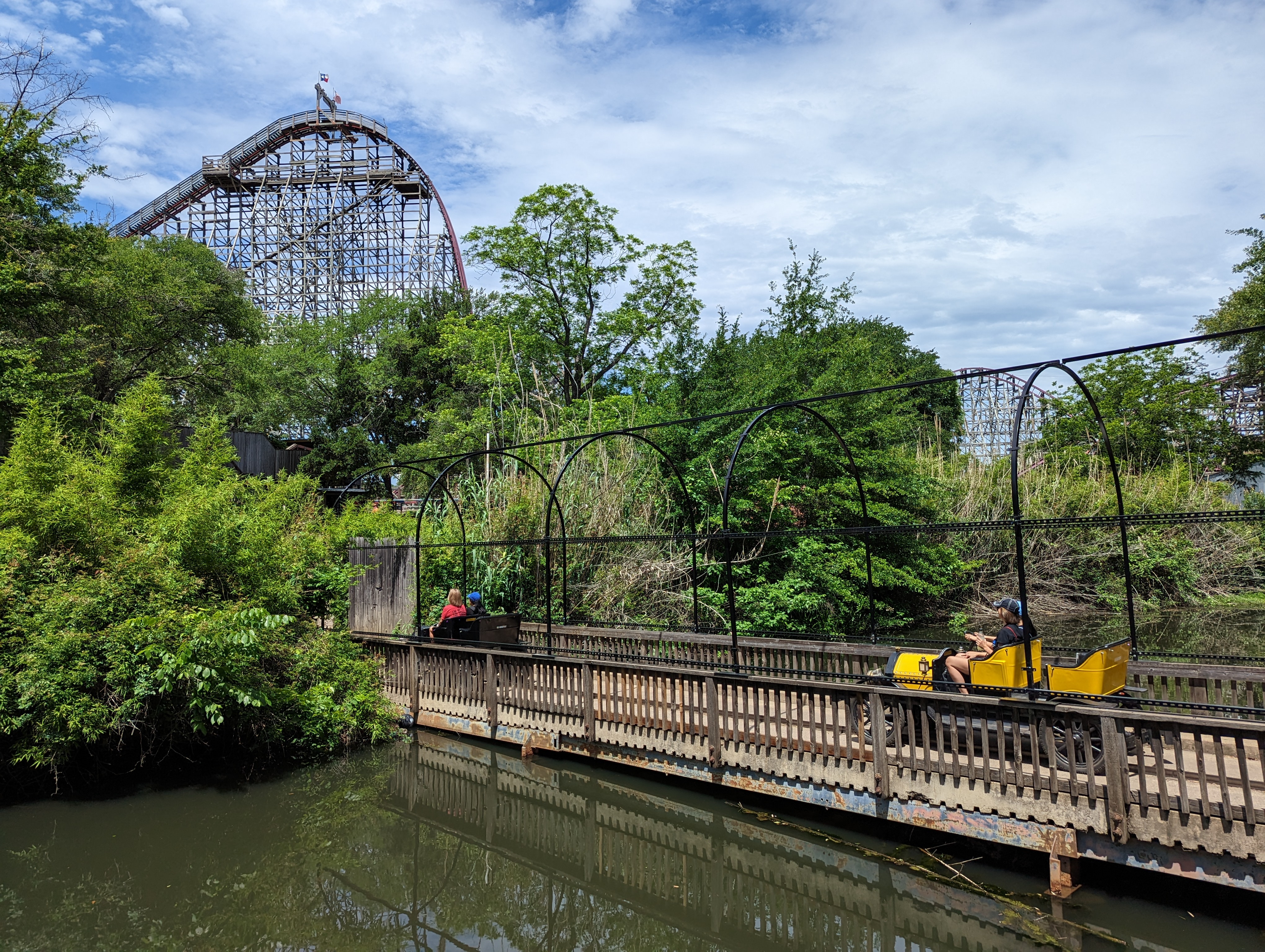
les Chapparral Antique Cars

| Nom                                 | Type/Modèle         | Année     | Constructeur                        |
| ----------------------------------- | ------------------- | --------- | ----------------------------------- |
| Batwing                             | Telecombat          | 2006      | Zamperla                            |
| Boomtown Depot                      | Locomotive          | 1961      | H.K Porter/Ameican Locomotive Works |
| Chaparral Antique Cars              | Antique Cars Convoy | 1962      | Arrow Devolopement Compagny         |
| Cloun Bouncer                       | Samba Tower         | 2006      | Zamperla                            |
| Conquistador                        | Bounty              | 1981      | Intamin                             |
| El Aserradero                       | Bûches              | 1963      | Arrow Devolopement Compagny         |
| El Sombrero                         | Trabant             | 1965      | Chance Manufacturing Company, Inc.  |
| La Fiesta de las Texas              | Tea Cups            | 2006      | Zamperla                            |
| Oil Derrick                         | Observation Tower   | 1969      | Intamin                             |
| Roaring Rapids                      | Water Rapids Ride   | 1983      | Intamin                             |
| Rodeo                               | Break Dance         | 2006      | Huss Park Attractions               |
| Sidewinder                          | Scrambler           | 1961-2006 | Eli Bridge Company                  |
| Silver Star Carousel                | Merry-Go-Round      | 1963      | William Denzel Compagny             |
| Six Flags Speedway Go Karts         | Go Karts            | 1999      | J&J Amusement                       |
| Texas Depot                         | Railroad            | 1961      | H.K Porter/Ameican Locomotive Works |
| Yosemite Sam's Gold River Adventure | Dark Water Ride     | 1964      | Arrow Devolopement Compagny         |

## Manèges pour enfants (Bugs BunnyBoomtown)
| Nom                      | Types/Modèles | Année | Constructeur  |
| ------------------------ | ------------- | ----- | ------------- |
| Boot Scooting            |               | 2006  | Zamperla      |
| Cloud Bouncer            |               | 2001  | SBF           |
| Caddo Lake Barge         |               | 2006  | Zamperla      |
| Bucket Blaster           |               | 2014  |               |
| Adventure Camp           |               | 2014  |               |
| Space Rockets            |               | 2014  |               |
| Speddy Gonzales Trucking |               | 1991  | Zamperla      |
| State Fairis Wheel       |               | 2001  | Zamperla      |
| Tornado Swing            |               | 2014  |               |
| Canyon Blaster           |               | 2001  | Chance Morgan |
| Texas Tea Cups           | Tea Cups      | 2001  | SBF           |

### Spectacles
- David Blackburn Southern Palace Theater - le plus grand théâtre couvert de Six Flags Over Texas propose des spectacles de danses et de musique de tous types
- Majestic Theater - à l'origine nommé Krofft Puppet Circus & Goodtimes Theater sert aussi pour des spectacles de tous types
- Lone Star Theater- pour des spectacles spéciaux
- Crazy Horse Saloon - ce saloon à l'ancienne propose depuis l'ouverture du parc des spectacles de cowboys et filles de saloon.
- AT&T Music Mill Ampitheater - le plus grand amphithéâtre découvert du parc accueille des concertes et des spectacles.
- Back Porch Stage - accueille des petits groupes à certaines périodes de l'année.
- USA Stage - accueille des petits groupes de musique ou de danse
- Texas Arena - cet amphithéâtre accueille les spectacles de cascades.

### Anciennes attractions
- Sky Hook - une grue transformée en tour d'observation
- Crazy Legs / Harley Quinn Spinsanity - une pieuvre
- Rotoriculous - un manège de type Music Express
- Virtual Quest Interactive Theater - une attraction de réalité virtuelle
- Ferrocarril Fiesta Train I & II - un train miniature dans un décor
- Las Cocheses Cabras Goat Cart Ride - un manège de chèvre
- Los Conquistadores Mule Pack Train - un manège de mule
- Caddo War Canoes - des canoës
- Flying Jenny/Little Dixie Carrousel - un manège de type carrousel tiré par des mules
- LaSalle's Riverboat Expedition - une croisière scénique similaire au Jungle Cruise de Disney
- Texas Chute-Out - une tour parachute d'Intamin
- Overland Butterfield Stagecoach - une balade en calèche
- Skull Island - une île comprenant des toboggans, des cavernes et un bateau pirate
- Spee-Lunker's Cave - une croisière scénique à travers une cave
- Spindletop - un rotor (soufflerie)
- Great Six Flags Air Racer - un large avion semblable aux chaises volantes
- Spinnaker - un enterprise
- Tower Slides - un toboggan
- Turbo Bungy - un trampoline
- Helicopter Rides - un voyage en hélicoptère au-dessus du parc
- Astro-Lift - des télésièges
- Humble's Happy Motoring Freeway Track I & II - un parcours automobile
- Jet Set - un manège d'avion
- Missile Chaser - un scrambler classic
- Petting Zoo - un zoo miniature
- Aquaman Splashdown - un Shoot the Chute d'Intamin

## Premières, récompenses et records

### Les Premières
- Premier parc Six Flags (1961)
- Premier Log Flume – El Aserradero (1963)
- Premières montagnes russes en bois – The Runaway Mine Train (1966)
- Premières montagnes russes avec des boucles successives[2] – Shock Wave (1978)
- Première attraction de chute libre - Wildcatter (1982)

### Records
- Plus hautes montagnes russes du Texas - Titan (78 m)
- Plus rapides montagnes russes du Texas - Titan (137 km/h)
- Plus haute chute libre double en Amérique du Nord - Superman: Tower of Power (99 m)
- Plus haut derrick de pétrole - Oil Derrick (91 m)

### Récompenses
- World's Best Wooden Roller Coaster of 1999 - Texas Giant